# Werner (cratère)
Pour les articles homonymes, voir Werner.
Werner est un cratère d'impact sur la face visible de la Lune.
Il porte le nom du mathématicien et astronome allemand Johannes Werner.
Le cratère est connu pour le X lunaire (X de Werner), un effet de clair-obscur créé par l'illumination rasante de cratères proche de celui de Werner par le Soleil. Cela fait apparaître leurs sommets illuminés sous la forme de la lettre « X ».

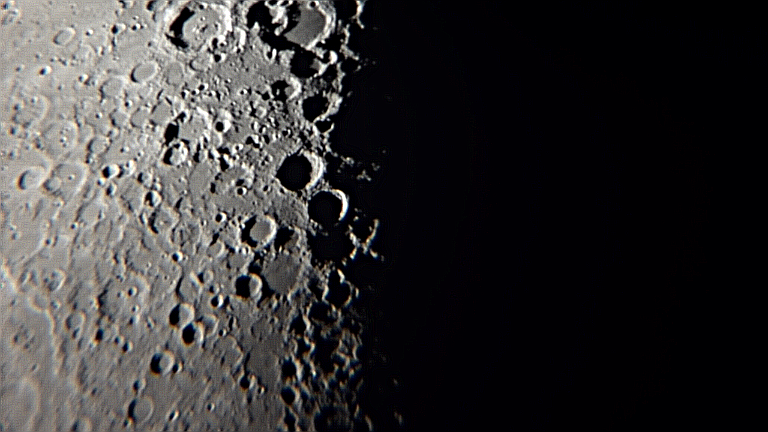
X lunaire.